# Tour de la Provence 2025
Il Tour de la Provence 2025, nona edizione della corsa e valevole come evento dell'UCI Europe Tour 2025 categoria 2.1, si svolse in 3 tappe dal 14 al 16 febbraio 2025 su un percorso di 527,2 km, con partenza da Marsiglia e arrivo ad Arles, nella regione Provenza-Alpi-Costa Azzurra in Francia. La vittoria fu appannaggio del danese Mads Pedersen, il quale completò il percorso in 12h01'05", precedendo lo sloveno Matej Mohorič e l'olandese Marijn van den Berg.
Sul traguardo di Arles 103 ciclisti, su 112 partiti da Marsiglia, portarono a termine la competizione.

## Tappe
| Tappa  | Data        | Percorso                   | km    | Vincitore di tappa | Leader cl. generale |
| ------ | ----------- | -------------------------- | ----- | ------------------ | ------------------- |
| 1ª     | 14 febbraio | Marsiglia > Saint-Victoret | 169,3 | Sam Bennett        | Sam Bennett         |
| 2ª     | 15 febbraio | Forcalquier > Manosque     | 167,3 | Mads Pedersen      | Mads Pedersen       |
| 3ª     | 16 febbraio | Rognac > Arles             | 190,6 | Sam Bennett        | Mads Pedersen       |
| Totale | Totale      | Totale                     | 527,2 |                    |                     |

## Squadre e corridori partecipanti
| N.    | Cod. | Squadra                         |
| ----- | ---- | ------------------------------- |
| 1-7   | LTK  | Lidl-Trek                       |
| 11-17 | GFC  | Groupama-FDJ                    |
| 21-27 | TBV  | Bahrain Victorious              |
| 31-37 | DAT  | Decathlon AG2R La Mondiale Team |
| 41-47 | EFE  | EF Education-EasyPost           |
| 51-57 | COF  | Cofidis                         |
| 61-67 | ARK  | Arkéa-B&B Hotels                |
| 71-77 | IPT  | Israel-Premier Tech             |

| N.      | Cod. | Squadra                           |
| ------- | ---- | --------------------------------- |
| 81-87   | TEN  | Team TotalEnergies                |
| 91-97   | WB2  | Wagner Bazin WB                   |
| 101-107 | RKT  | Unibet Tietema Rockets            |
| 111-117 | TNN  | Team Novo Nordisk                 |
| 121-127 | AUB  | St Michel-Preference Home-Auber93 |
| 131-137 | VRR  | Van Rysel-Roubaix                 |
| 141-147 | UCN  | CIC U Nantes Atlantique           |
| 151-157 | NMC  | Nice Métropole Côte d'Azur        |

## Dettagli delle tappe

### 1ª tappa
- 14 febbraio: Marsiglia > Saint-Victoret – 169,3 km

Risultati
| Pos. | Corridore     | Squadra   | Tempo    |
| ---- | ------------- | --------- | -------- |
| 1    | Sam Bennett   | Decathlon | 4h12'30" |
| 2    | Lukáš Kubiš   | Unibet    | s.t.     |
| 3    | Alexis Renard | Cofidis   | s.t.     |

| Pos. | Corridore     | Squadra   | Tempo    |
| ---- | ------------- | --------- | -------- |
| 1    | Sam Bennett   | Decathlon | 4h12'20" |
| 2    | Lukáš Kubiš   | Unibet    | a 4"     |
| 3    | Alexis Renard | Cofidis   | a 6"     |

### 2ª tappa
- 15 febbraio: Forcalquier > Manosque – 167,3 km

Risultati
| Pos. | Corridore     | Squadra | Tempo    |
| ---- | ------------- | ------- | -------- |
| 1    | Mads Pedersen | Lidl    | 3h53'52" |
| 2    | Matej Mohorič | Bahrain | a 4"     |
| 3    | Fred Wright   | Bahrain | a 16"    |

| Pos. | Corridore     | Squadra | Tempo    |
| ---- | ------------- | ------- | -------- |
| 1    | Mads Pedersen | Lidl    | 8h06'07" |
| 2    | Matej Mohorič | Bahrain | a 13"    |
| 3    | Fred Wright   | Bahrain | a 24"    |

### 3ª tappa
- 16 febbraio: Rognac > Arles – 190,6 km

Risultati
| Pos. | Corridore           | Squadra    | Tempo    |
| ---- | ------------------- | ---------- | -------- |
| 1    | Sam Bennett         | Decathlon  | 3h54'58" |
| 2    | Marijn van den Berg | EF         | s.t.     |
| 3    | Alexander Konijn    | Nice Métr. | s.t.     |

| Pos. | Corridore           | Squadra | Tempo     |
| ---- | ------------------- | ------- | --------- |
| 1    | Mads Pedersen       | Lidl    | 12h01'05" |
| 2    | Matej Mohorič       | Bahrain | a 13"     |
| 3    | Marijn van den Berg | EF      | a 23"     |

## Evoluzione delle classifiche
| Tappa              | Vincitore          | Classifica generale Maglia blu | Classifica a punti Maglia azzurra | Classifica scalatori Maglia a pois blu | Classifica giovani Maglia bianca | Preferito dal pubblico Maglia a pois | Classifica a squadre            |
| ------------------ | ------------------ | ------------------------------ | --------------------------------- | -------------------------------------- | -------------------------------- | ------------------------------------ | ------------------------------- |
| 1ª                 | Sam Bennett        | Sam Bennett                    | Sam Bennett                       | Maximilien Juillard                    | Raúl García Pierna               | Corentin Devroute                    | Decathlon AG2R La Mondiale Team |
| 2ª                 | Mads Pedersen      | Mads Pedersen                  | Mads Pedersen                     | Damien Girard                          | Raúl García Pierna               | Dylan Massa                          | Lidl-Trek                       |
| 3ª                 | Sam Bennett        | Mads Pedersen                  | Mads Pedersen                     | Damien Girard                          | Raúl García Pierna               | Yaël Joalland                        | Lidl-Trek                       |
| Classifiche finali | Classifiche finali | Mads Pedersen                  | Mads Pedersen                     | Damien Girard                          | Raúl García Pierna               | non assegnato                        | Lidl-Trek                       |

Maglie indossate da altri ciclisti in caso di due o più maglie vinte
- Nella 2ª tappa Lukáš Kubiš ha indossato la maglia azzurra al posto di Sam Bennett.
- Nella 3ª tappa Fred Wright ha indossato la maglia azzurra al posto di Mads Pedersen.

## Classifiche finali

### Classifica generale - Maglia blu
| Pos. | Corridore           | Squadra   | Tempo     |
| ---- | ------------------- | --------- | --------- |
| 1    | Mads Pedersen       | Lidl      | 12h01'05" |
| 2    | Matej Mohorič       | Bahrain   | a 13"     |
| 3    | Marijn van den Berg | EF        | a 23"     |
| 4    | Fred Wright         | Bahrain   | s.t.      |
| 5    | Lukáš Kubiš         | Unibet    | a 25"     |
| 6    | Raúl García Pierna  | Arkéa     | a 26"     |
| 7    | Jake Stewart        | Israel    | a 28"     |
| 8    | Sander De Pestel    | Decathlon | s.t.      |
| 9    | Thibaud Gruel       | Groupama  | a 30"     |
| 10   | Dorian Godon        | Decathlon | a 31"     |

### Classifica a punti - Maglia azzurra
| Pos. | Corridore           | Squadra | Punti |
| ---- | ------------------- | ------- | ----- |
| 1    | Mads Pedersen       | Lidl    | 35    |
| 2    | Sam Bennett         | AG2R    | 30    |
| 3    | Marijn van den Berg | EF      | 30    |
| 4    | Lukáš Kubiš         | Unibet  | 21    |
| 5    | Fred Wright         | Bahrain | 19    |

### Classifica scalatori - Maglia a pois
| Pos. | Corridore           | Squadra    | Punti |
| ---- | ------------------- | ---------- | ----- |
| 1    | Damien Girard       | Nice Métr. | 13    |
| 2    | Mads Pedersen       | Lidl       | 9     |
| 3    | Maximilien Juillard | Van Rysel  | 9     |
| 4    | Raúl García Pierna  | Arkéa      | 8     |
| 5    | Sander De Pestel    | Decathlon  | 7     |

### Classifica giovani - Maglia bianca
| Pos. | Corridore          | Squadra   | Tempo     |
| ---- | ------------------ | --------- | --------- |
| 1    | Raúl García Pierna | Arkéa     | 12h01'31" |
| 2    | Thibaud Gruel      | Groupama  | a 4"      |
| 3    | Lucas Beneteau     | St Michel | a 5"      |
| 4    | Ewen Costiou       | Arkéa     | a 13"     |
| 5    | Colby Simmons      | EF        | a 1'14"   |

### Classifica a squadre
| Pos. | Squadra                         | Tempo     |
| ---- | ------------------------------- | --------- |
| 1    | Lidl-Trek                       | 36h04'32" |
| 2    | Cofidis                         | a 1'00"   |
| 3    | Decathlon AG2R La Mondiale Team | a 1'25"   |
| 4    | Groupama-FDJ                    | s.t.      |
| 5    | Unibet Tietema Rockets          | s.t.      |